# Charlotte Fox
Charlotte Conant Fox (* 10. Mai 1957 in Greensboro, North Carolina; † 24. Mai 2018 in Telluride, Colorado) war eine US-amerikanische Bergsteigerin. Zu ihren bedeutendsten Leistungen zählen die Besteigung von fünf Achttausendern, der Seven Summits sowie aller 54 Fourteeners (Berge über 14.000 Fuß) in Colorado. In den Blickpunkt der internationalen Öffentlichkeit gelangte sie 1996 als Überlebende des Unglücks am Mount Everest, bei dem acht Bergsteiger ums Leben kamen.

## Leben

### Kindheit und Jugend
Fox war das einzige Kind von Ann Robinson Black und Jared Fox. Ihr Großvater väterlicherseits, Jared Fox Sr., war einer der Gründer der Blue Bell Overall Company, die ab den 1940er Jahren die Jeans-Marke Wrangler weltbekannt machte. Ihre Eltern ließen sich wenige Jahre nach ihrer Geburt scheiden. Sie besuchte die St. Catherine’s School in Richmond, Virginia, und studierte anschließend American Studies an der Hollins University in Roanoke. Nach dem Abschluss nahm sie sich eine Auszeit und ging in die Rocky Mountains, wo sie ihre Begeisterung für die Gebirgswelt entdeckte.

### Alpinismus
Fox ließ sich zunächst in Aspen, Colorado, nieder und arbeitete bei der Skipatrouille. Sie wurde Mitglied im American Alpine Club, in dessen Vorstand sie später für sechs Jahre berufen wurde. Fox begann sich dem Bergsteigen und Höhenbergsteigen zu widmen. Sie bestieg in den folgenden Jahren alle Gipfel der 54 Fourteeners (Berge über 14.000 Fuß/4.267,2 Meter) in Colorado. Weitere Expeditionen führten sie in die Anden, wo sie unter anderem den Aconcagua, den Nevado Huascarán und den Chopicalqui bestieg, sowie auf den Mount Vinson in der Antarktis, den Mont Blanc in den Alpen und den Kibo in Afrika.
Im Jahr 1994 war sie als erste US-Amerikanerin auf dem Gipfel des Gasherbrum II im Karakorum. Ein Jahr später folgte mit der Besteigung des Cho Oyu im Himalaya ihr zweiter Achttausender.

### Expedition zum Mount Everest 1996

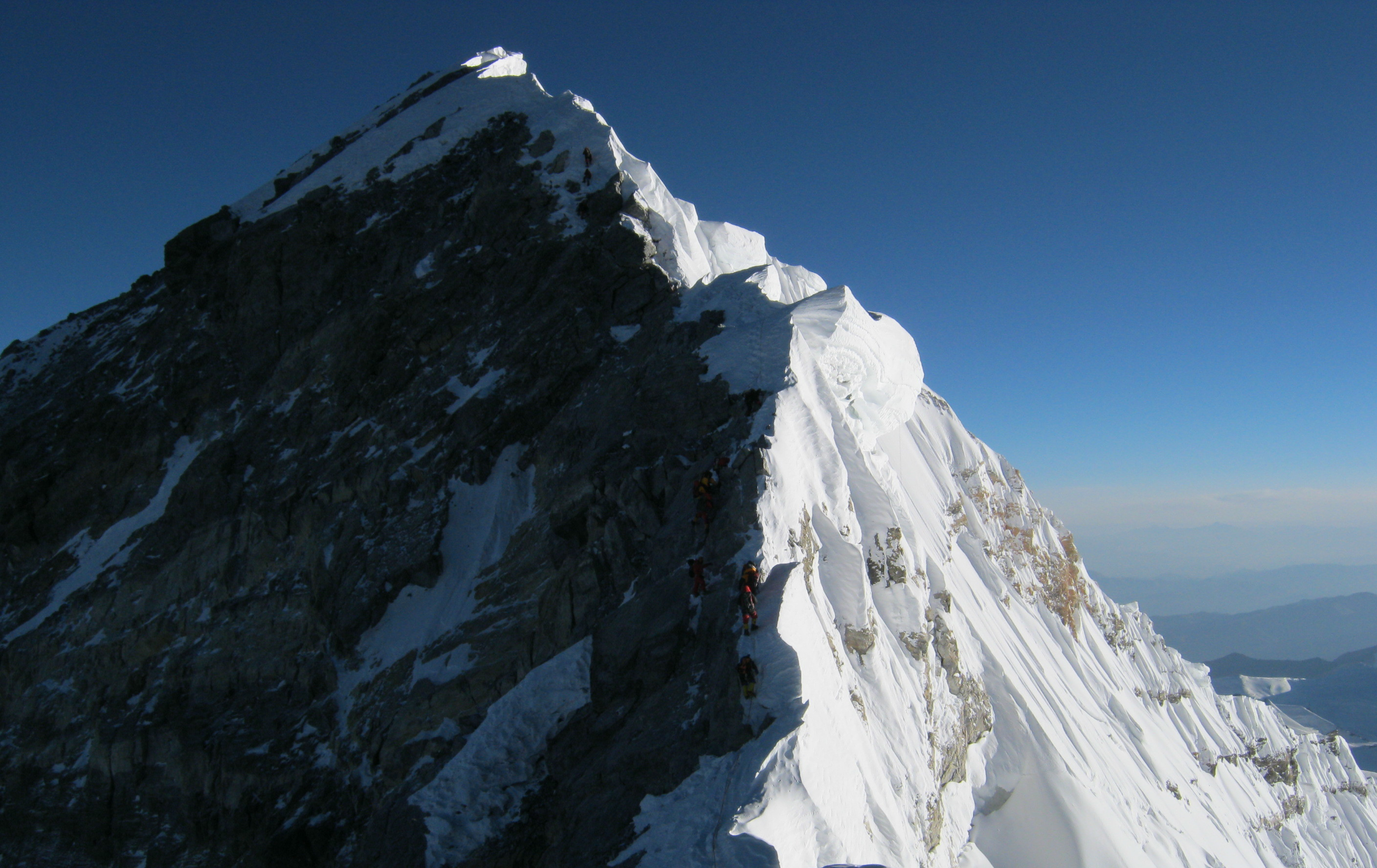
Gipfel des Mount Everest; Blick über den Südostgrat, die Route der Expedition

Im Frühjahr 1996 nahm Fox mit ihrem damaligen Freund Tim Madsen an der Himalaya-Expedition des Veranstalters Mountain Madness teil. Unter der Leitung der Bergführer Scott Fischer, Anatoli Bukrejew und Neal Beidleman (den sie aus Aspen kannte) planten sie für den Mai die Besteigung des Mount Everest. In der Nacht zum 10. Mai, Fox’ 39. Geburtstag, brach die Gruppe zusammen mit der Expedition von Adventure Consultants um Bergführer Rob Hall zum Gipfel auf. Nach eigenen Angaben erreichte sie den Gipfel gegen 14:15 Uhr, ihr Freund Madsen folgte kurze Zeit später. Damit war sie die erste US-Amerikanerin, die drei Achttausender bestiegen hatte. Beim Abstieg wurden die Bergsteiger von einem schweren Unwetter überrascht, was es ihnen unmöglich machte, in das Höhenlager zurückzukehren. Eine Gruppe um die Bergführer Neal Beidleman und Mike Groom, der neben Fox und Madsen noch zwei Sherpas und fünf weitere Bergsteiger angehörten, erreichte gegen 19:30 Uhr den Südsattel des Everests in ca. 7900 m Höhe. Dort, nur 200 Meter vom Höhenlager entfernt, mussten sie mehrere Stunden im Schneesturm ausharren, da sie aufgrund der Witterungsverhältnisse das Camp nicht lokalisieren konnten.

“The cold was so painful, I didn’t think I could endure it anymore. I just curled up in a ball and hoped death would come quickly.”

„Die Kälte war so schmerzhaft, ich dachte, ich könnte es nicht mehr ertragen. Ich habe mich einfach zu einem Ball zusammengerollt und gehofft, dass der Tod schnell kommen würde.“

Erst nach Mitternacht konnten Fox und Madsen mit einigen weiteren Bergsteigern ins Lager gerettet werden. Acht Bergsteiger überlebten das Unwetter vom 10./11. Mai 1996 am Mount Everest nicht.

### Weitere alpine Leistungen

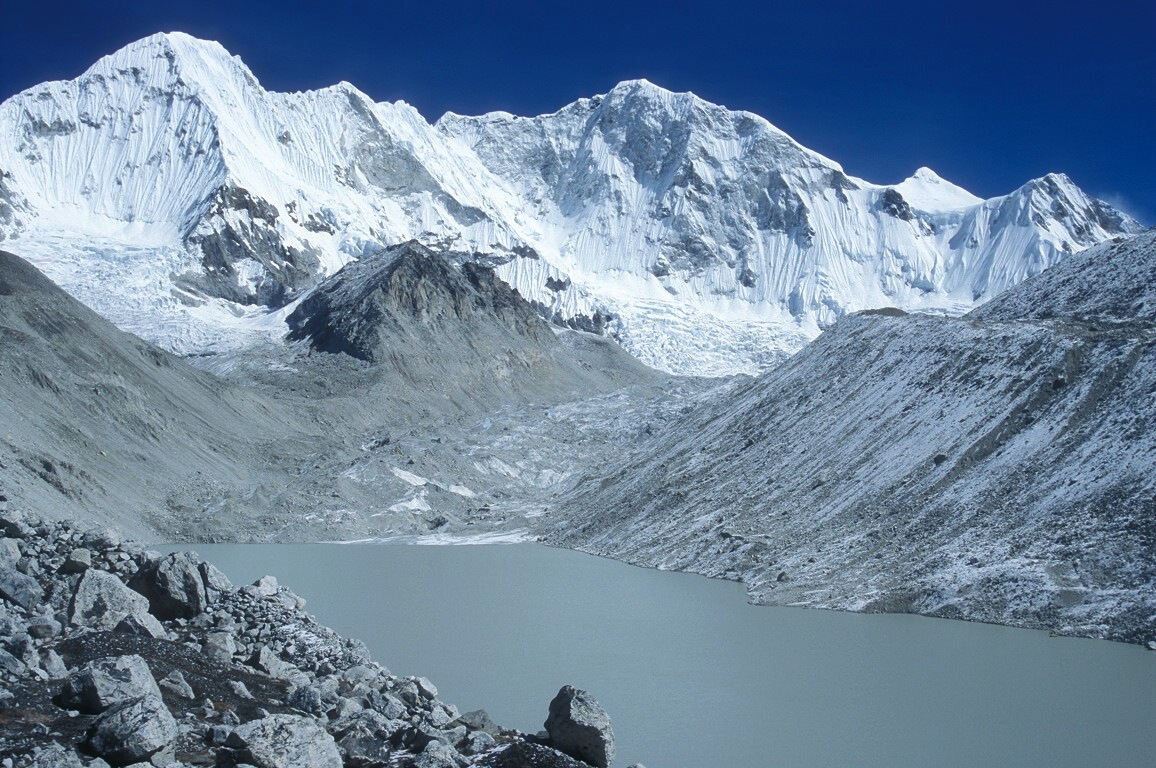
Gipfel des Baruntse, auf den Fox’ letzte Expedition führte

Nach der Mount-Everest-Expedition kehrte Fox zurück in die Rocky Mountains. Sie blieb bis in die 2000er Jahre in Aspen. Ihre Arbeit als Skipatrouille führte sie nach dem Umzug nach Telluride auch dort fort. Es folgten weitere Hochgebirgstouren und Expeditionen. Mit dem Elbrus im Kaukasus komplettierte Fox 2014 ihre Seven Summits. Im Jahr 2016 folgte mit dem Manaslu ihre vierte, 2017 mit dem Dhaulagiri ihre fünfte Besteigung eines Achttausenders. Im Frühjahr 2018, wenige Wochen vor ihrem Tod, erklomm sie den Baruntse in Nepal.

### Privatleben
Anfang der 1990er Jahre war Fox mit Mark Bebie liiert, der ebenfalls Bergsteiger war. Er kam 1993 beim Eisklettern in den kanadischen Rocky Mountains durch eine Lawine ums Leben. Tim Madsen, den sie während ihrer Arbeit bei der Skipatrouille in Aspen kennenlernte, war ihr Lebensabschnittsgefährte in der Mitte der 1990er Jahre, mit ihm gemeinsam unternahm sie die Expedition auf den Mount Everest. Schließlich heiratete Fox den Bergsteiger und Kletterer Reese Martin III; er kam im Jahr 2004 durch einen Absturz beim Gleitschirmfliegen ums Leben.
Fox unterstützte die dZi Foundation, eine Organisation, die sich um unterversorgte Gemeinden in den abgelegenen Regionen des Himalaya bemüht. Außerdem war sie in das jährlich stattfindende Mountainfilm-Festival in ihrer Heimatstadt Telluride involviert.

### Tod
Am 24. Mai 2018 hatte Fox anlässlich des gerade stattfindenden Mountainfilm-Festivals einige Freunde zu sich eingeladen, als sie eine Treppe in ihrem Haus herunterstürzte und sich dabei tödliche Verletzungen zuzog. Sie starb im Alter von 61 Jahren. Noch eine Woche vor ihrem Tod äußerte Fox gegenüber einer Bekannten, dass sie plane, einen weiteren Achttausender zu besteigen.

## Sonstiges
An der Hollins University, an der Fox studiert hatte, wurde ihr zu Ehren eine Kletterwand Charlotte Fox Climbing Wall genannt.
Nach den Ereignissen am Mount Everest verkündete Fox, dass sie diesen Gipfel nie wieder besteigen werde. Daraufhin ließ sie sich ein Kfz-Kennzeichen mit der Aufschrift „Neverest“ anfertigen.
In den Verfilmungen des Mount-Everest-Unglücks wurde Charlotte Fox von Romilly Weeks (In eisige Höhen – Sterben am Mount Everest, 1997) und Amy Shindler (Everest, 2015) verkörpert.

## Veröffentlichung
- A Time to Live, a Time to Die. Tragedy on the southeast ridge of Mount Everest Charlotte Fox über die Everest-Expedition 1996, veröffentlicht im American Alpine Journal, 1997 (Online, englisch).